# کوکس اسپرینگز (آلاباما)
کوکس اسپرینگز (به انگلیسی: Cooks Springs) یک منطقهٔ مسکونی در ایالات متحده آمریکا است که در شهرستان سنت کلیر، آلاباما واقع شده‌است. کوکس اسپرینگز ۱۶۴٫۹ متر بالاتر از سطح دریا واقع شده‌است.